# The Weakest Link
The Weakest Link è un programma televisivo britannico di genere game show, andato in onda sulla BBC inizialmente dal 2000 al 2012, poi con uno speciale nel 2017 e nuovamente a partire dal 2021.
In Italia il format venne importato con il titolo Anello debole.
Activision ne ha realizzato un videogioco nel 2001, pubblicato per PlayStation, PlayStation 2 e Microsoft Windows.